# 吴攻楚巢、徐、州来之战
吴攻楚巢、徐、州来之战歷經六十年。起自前584年（周簡王二年）至前525年（周景王二十年）。啟戰端之君主為吳王壽夢的攻徐國之舉，後又攻打鄭國邊境州來。因楚鄭聯盟，楚吳之間互相攻伐多年。吳楚兩國互有輸贏，其中楚師戰多失利，乃築城自衛。